# Mainz-Drais
Cet article concerne quartier de Mayence. Pour inventeur de la draisienne, voir Karl Drais.
Drais (ou plus communément Mainz-Drais) est un quartier (Orstbezirk) de l'ouest de la ville-arrondissement de Mayence, capitale du Land de Rhénanie-Palatinat.

## Géographie
C'est le plus petit quartier de la ville, avec environ 3 100 habitants et 308 ha de superficie. Drais a été incorporé à Mayence depuis 1969 en même temps que cinq autres communes. Le quartier se trouve sur une colline qui domine Mayence, et est entouré de quatre autres quartiers : Finthen, Bretzenheim, Gonsenheim et Lerchenberg. Le quartier est très marqué par la culture maraichère, spécialement de cerises, asperges et fraises, comme celui voisin de Finthen.

## Histoire
Les premières  traces d'implantation remontent à l'époque du Fer I, soit dans la région, la civilisation de Hallstatt (~850–~450 av. J.C.). Mais on ne peut être sûr d'une implantation régulière qu'à partir de 1000, à l'époque du défrichement de la forêt autrefois royale, aujourd'hui Ober-Olmer Wald (de). Le toponyme est mentionné pour la première fois le 24 août 1149, pendant le règne de Conrad III, sous la forme Treise. 
Au Moyen-Âge, Drais appartient au service Olm de l'Électorat de Mayence. Après l'occupation française et l'époque du département du Mont-Tonnerre de 1797 à 1814, Drais est rattaché au grand-duché de Hesse-Darmstadt et à partir de 1835 à l'arrondissement de Mayence (Kreis Mainz). Le 7 juin 1969, le bourg est incorporé à la ville de Mayence.

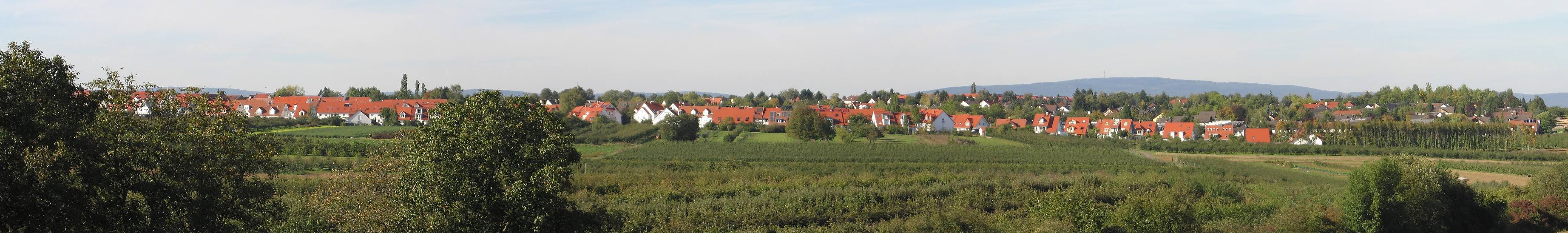
Drais vu depuis Lerchenberg

Le quartier perd petit à petit son caractère rural et devient plutôt une banlieue résidentielle. À part quelques commerces de proximité, les magasins sont peu nombreux.

## Armes et origine du nom
Le toponyme Drais vient probablement du gotique driusan (sources bouillonnantes). Une autre étymologie probable serait à tirer du mot Driesch, le terme vieux haut-allemand pour terre en friche.
Dans les armes du quartier, on remarque deux niveaux, en haut, en doré, les clés de Saint-Pierre sur fond bleu, et en bas une ligne brisée rouge sur fond jaune.

## Développement de la population
- 1800 : 0113 habitants
- 1834 : 0268 habitants
- 2004 : 3184 habitants
- 2007 : 3165 habitants
- 2016 : 3143 habitants
- 2023 : 3108 habitants

## Vie politique locale

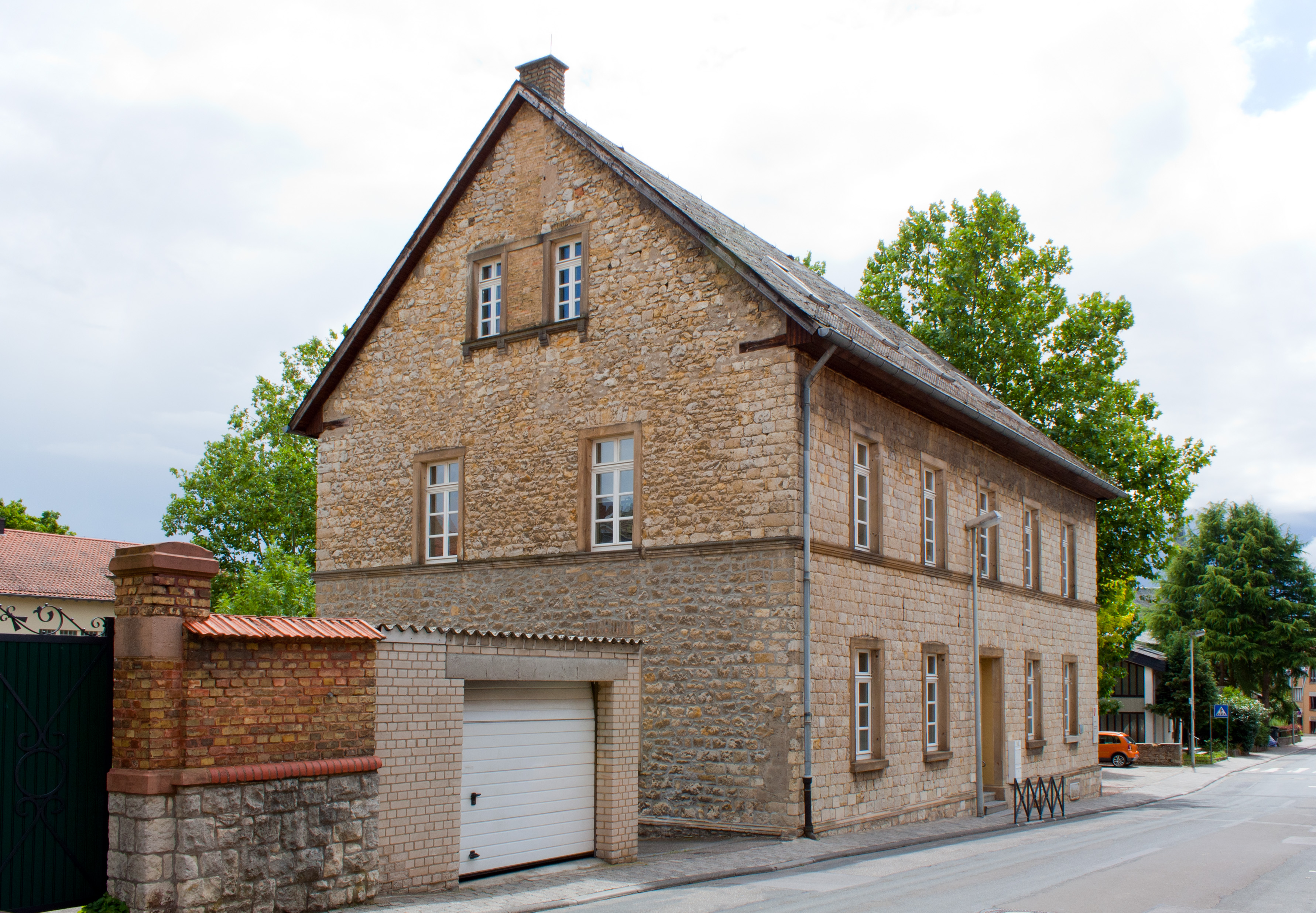
Le Rathaus de Drais, Daniel-Brendel-Straße 11
55127 Mainz

Le quartier est traditionnellement un bastion du CDU. Bien que le CDU ait remporté les élections de 2019, il ne jouit pas d'une majorité absolue depuis 2004, et doit composer avec les uns et les autres. Le responsable (Ortsvorsteher), Norbert Solbach, également membre du conseil municipal de la ville (Stadtrat), est décédé le 4 mars 2024, c'est Joachim Kleintitschen, également CDU, qui lui supplée. 
Depuis les élections locales de 2019, la répartition des sièges au conseil de quartier (Ortsbeirat) est la suivante :
- CDU (6 sièges)
- SPD (3 sièges)
- GRÜNE (3 sièges)
- FDP (1 siège)

## Vie associative
Malgré sa taille modeste, ce quartier est le site d'une vie associative notable, coordonnée, comme c'est le cas dans les autres quartiers , par le Vereinsring Mainz-Drais.
On peut noter ente autres :
- 1.ABCD, club de pétanque[3]
- 1.Mainzer Bierclub[4]
- Bauernverein Drais, association d'agriculteurs[5]
- Da Capo, 1. Draiser Pop- und Gospel-Chor, chorale pop et gospel[6]
- DCC – Die Draaser Lerche, club organisant le carnaval[7]
- Freiwillige Feuerwehr Mainz-Drais
- Landfrauen-Verein Mainz-Drais, activités pour les femmes[8]
- MGV Sängerbund 1872 Mainz-Drais, chœur d'hommes
- Tanzgruppe Drais[9]
- Turn- und Sportgemeinde 1876 e.V. Mainz-Drais[10]
- Vereinsring Mainz-Drais, pour la coordination
- Katholische Kirchengemeinde Maria Königin, association paroissiale du regroupement Drais-Lerchenberg

## Monuments et lieux remarquables

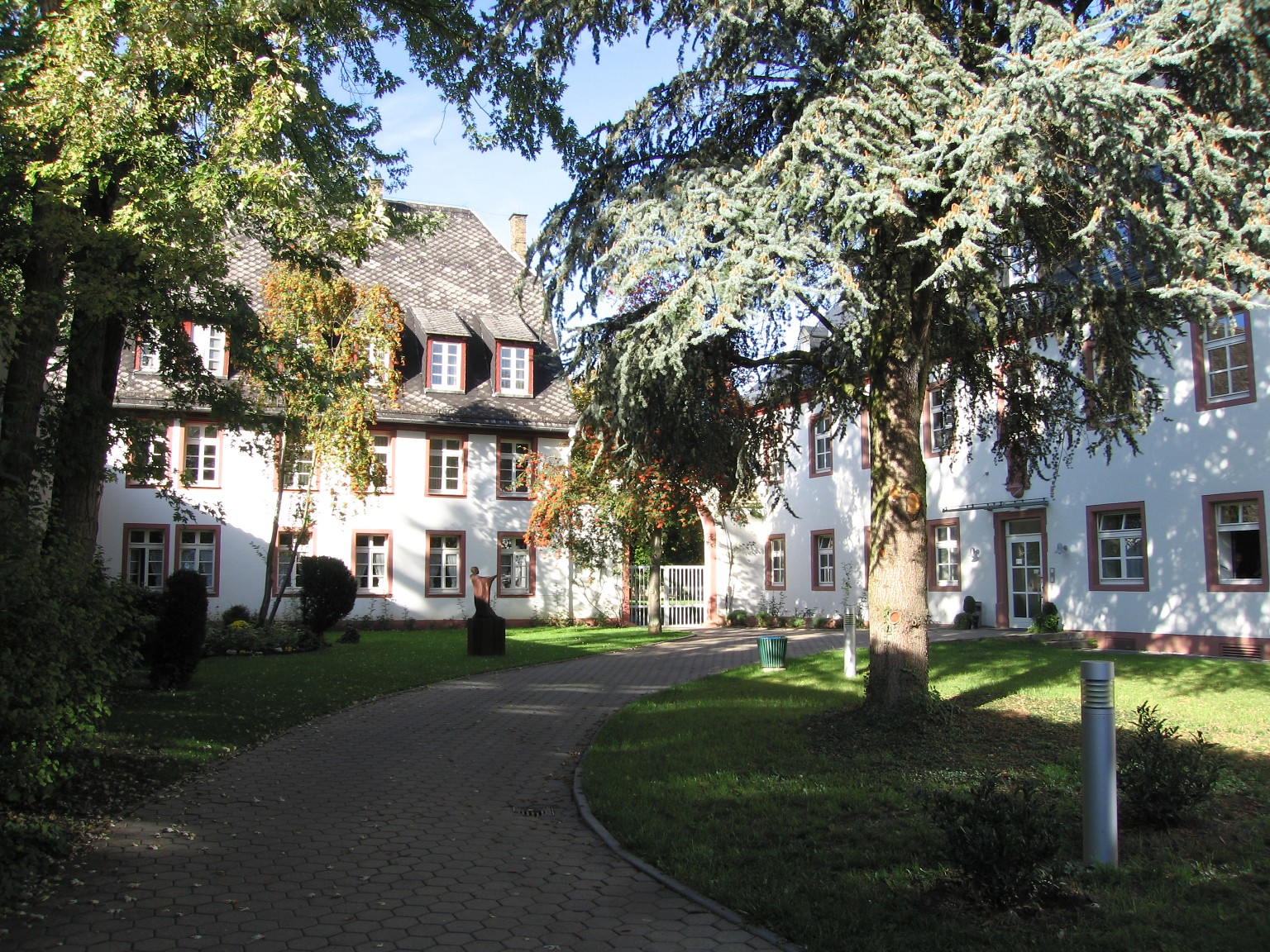
Ancienne demeure du prévôt de Hirzenach

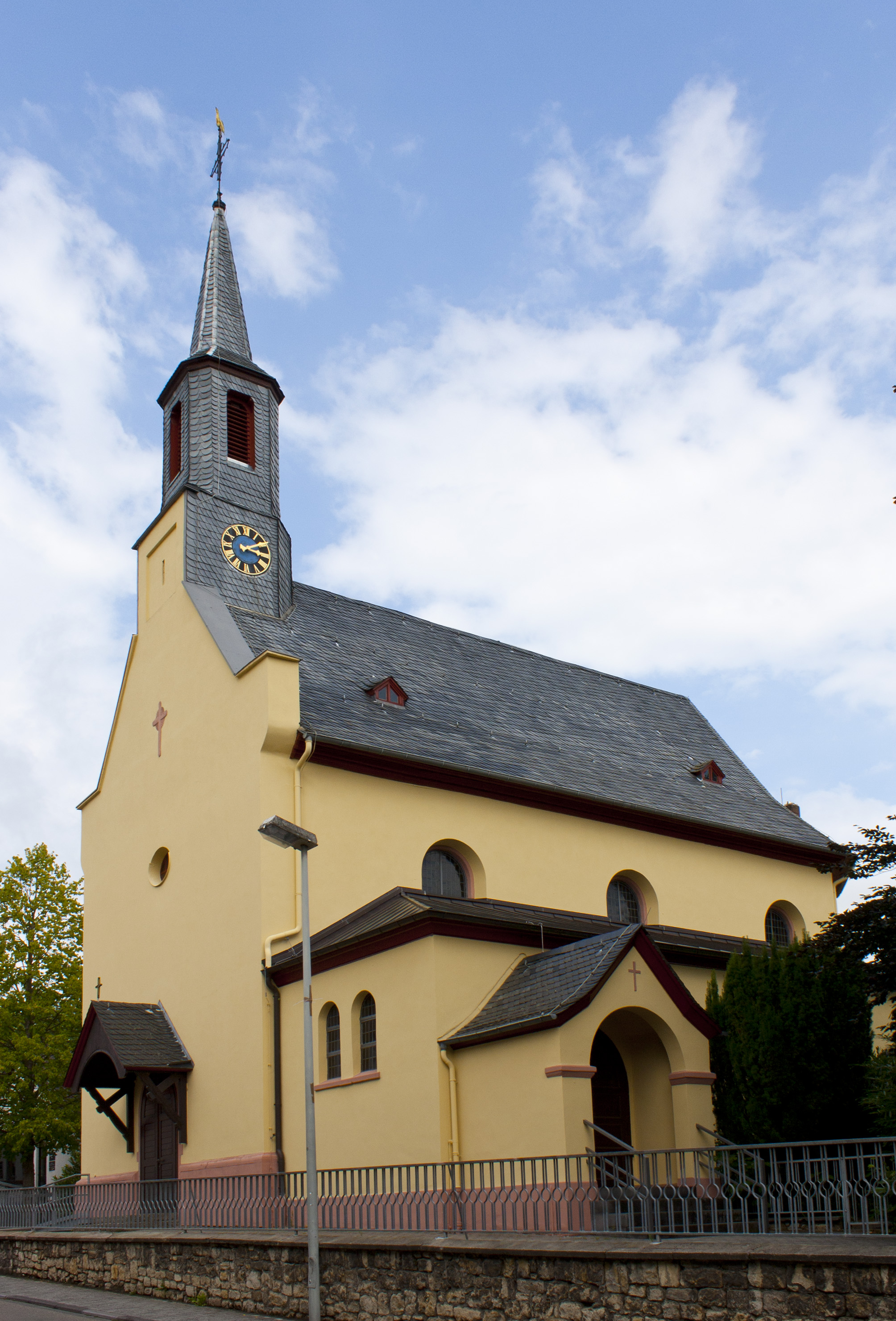
Église catholique Maria Königin

- Liste des bâtiments remarquables de Drais (de)

### Couvent jésuite
L'ancienne demeure du prévôt de Hirzenach à Drais revient aux Jésuites en 1670. Lors de la dissolution de l'ordre en 1773, le bâtiment devient propriété privée. Le 14 janvier 2002, le bâtiment baroque de la Seminarstraße est intégré dans les bâtiments hospitaliers de Mayence comme Christophorus Hospiz.

### Église catholique de Marie Reine
L'église est reconstruite en 1737 avec le soutien des Jésuites, ce qui était nécessaire après les dégâts de la Guerre de Trente Ans. L'église contient un autel baroque avec une décoration en bois de 1740.
Su le mur nord, sous la galerie, on remarque un Pesttuch (drap de peste) de 1632, sans doute à rapporter à l'épidémie qui sévit entre 1632 et 1635. Ce tissu en soie brodé d'or présente une tête de mort et des os croisés. L'inscription latine porte : VIVIT POST FUNERA VIRTUS (La vertu vit après la mort).
L'orgue dans la galerie ouest a été réalisé par le facteur d'orgue Johann Schlaad en 1873. Il a été restauré en 1987 par la maison Vleugels (de) (Hardheim), qui a rectifié des modifications provisoires et remis l'instrument en son état d'origine. Les tuyaux sont d'origine, à l'exception du Salicional qui a été reconstruit. Il a 9 registres entre le clavier (C-f3 : Bourdon 16', Principal 8', Gross-Gedackt 8', Salicional 8', Octave 4', Flötgedackt 4', Superoctave 2', Mixtur III 11/3') et le pédalier (C-g0 : Subbass 16'), lequel peut être accouplé au clavier.

## Transports
Drais est desservi par les lignes 54, 55, 70, 91 de la Mainzer Verkehrsgesellschaft (de)